# Лабетт (округ, Канзас)
Шаблон:StateAbbr_ 37°06′17″ пн. ш. 95°27′03″ зх. д. / 37.104722222222° пн. ш. 95.450833333333° зх. д.
Округ Лабетт (англ. Labette County) — округ (графство) у штаті Канзас, США. Ідентифікатор округу 20099.

## Історія
Округ утворений 1867 року.

## Демографія
За даними перепису 
2000 року 
загальне населення округу становило 22835 осіб, зокрема міського населення було 11212, а сільського — 11623.
Серед мешканців округу чоловіків було 11164, а жінок — 11671. В окрузі було 9194 домогосподарства, 6118 родин, які мешкали в 10306 будинках.
Середній розмір родини становив 2,95.
Віковий розподіл населення поданий у таблиці:
| Стать    | До 15 років | 15-21 | 22-29 | 30-39 | 40-49 | 50-65 | 65-85 | Понад 85 |
| -------- | ----------- | ----- | ----- | ----- | ----- | ----- | ----- | -------- |
| Чоловіки | 2467        | 1303  | 985   | 1514  | 1580  | 1753  | 1373  | 189      |
| Жінки    | 2321        | 1075  | 924   | 1531  | 1562  | 1860  | 1915  | 483      |

## Суміжні округи
- Ніошо — північ
- Кроуфорд — північний схід
- Черокі — схід
- Крейг, Оклахома — південь
- Новата, Оклахома — південний захід
- Монтгомері — захід

## Виноски
1. ↑  U.S. Decennial Census. United States Census Bureau. Архів оригіналу за 19 липня 2018. Процитовано 26 липня 2014.
2. ↑  Historical Census Browser. University of Virginia Library. Архів оригіналу за 11 серпня 2012. Процитовано 26 липня 2014.
3. ↑  Population of Counties by Decennial Census: 1900 to 1990. United States Census Bureau. Архів оригіналу за 5 червня 2019. Процитовано 26 липня 2014.
4. ↑  Census 2000 PHC-T-4. Ranking Tables for Counties: 1990 and 2000 (PDF). United States Census Bureau. Архів оригіналу (PDF) за 18 грудня 2014. Процитовано 26 липня 2014.
5. ↑  State & County QuickFacts. United States Census Bureau. Архів оригіналу за 13 липня 2011. Процитовано 26 липня 2014.(англ.) Наведено за англійською вікіпедією.
6. ↑  American FactFinder. Бюро перепису населення США. Архів оригіналу за 20 березня 2010. Процитовано 31 січня 2008.

| США | Це незавершена стаття з географії США. Ви можете допомогти проєкту, виправивши або дописавши її. |